# Занзибар (град)
Занзибар (свах. Zanzibar) је највећи град Занзибарског архипелага и главни град Занзибара, дела државе Танзаније у источној Африци. Административно, град се налази у административном региону Западни Занзибар. Године 2002. бројао је 205.870 становника, чиме је био 6. град по бројности у Танзанији.
Занзибар се састоји од два дела која су традиционално била подељена потоком, а данас великом улицом Creek Road:
- Стари део, „Камени град“ (свахили: Mji Mkongwe) историјско је средиште града и некадашња престоница Занзибарског султаната, који је од 2000. године уписан на УНЕСКО-ву листу места Светске баштине због своје архитектуре и јединствене културе.
- (свахили за „Друга страна") новији је и много већи део града који је настао након Занзибарске револуције 1964. године и углавном га чине стамбене и пословне зграде, као нпр. кварт Мичензани.

## Историја
Град Занзибар се налази на западном делу острва Занзибар и некада је био сеоско насеље и лука под управом Омана. Ту су настале прве камене грађевине око 1830. године, а султан Саид ибн Султан је 1840. године преместио своју престоницу из Маската у Камени град Занзибара. Након борбе за престо, Занзибар и Оман су се поделили 1861. године и Занзибар је постао престоница Занзибарског султаната. То просперитетно средиште трговине зачина, али и робљем, у 19. веку имало је добре односе с Британцима, али и Оманом, Персијом и Индијом.
Занзибар је остао главни град острва током колонијалног доба под британском управом (од 1890), али су га престигли Момбаса и Дар ес Салам.
Занзибарском револуцијом 1964. године уклоњен је султан, а социјалистичка влада Афро-ширази странке (АСП) је протерала неке арапске и индијске становнике с острва. Кад су се Тангањика и Занзибар ујединили у Републику Танзанију, Занзибар је задржао полунезависност с локалном владом која столује управо у Каменом граду.

## Знаменитости
Камени град Занзибара је важно историјско и културно средиште источне Африке због своје архитектуре из 19. века која представља различите утицаје, од аутохтоне обалне свахили културе, до мешавине маварске, арапске, персијске, индијске и европске уметности.
Камени град се одликује лавиринтом улица с кућама, трговинама, базарима и џамијама, које су већином преуске за аутомобилски саобраћај. Куће на риви су веће и правилнијих облика, а име му потиче од употребе црвенкастог коралног камена за градњу. Традиционалне куће имају дугу црвенкасту клупу уз спољно прочеље (бараза) које су сужилиле као праг за време кишне сезоне, али и као место одмора и дружења. Такође, куће имају веранде одвојене од дворишта дрвеним балустрадама, а најзнаменитија су њихова раскошно изрезбарена дрвена врата и то у два стила: индијски, с полукружним врхом, и квадратна оманског стила. Њихови рељефи су обично исламски мотиви, али се могу наћи и индијски лотуси који симболизују богатство. Око 80% од 1709 старих кућа су у лошем стању због пропадања порозног коралног камена.
Од историјских грађевина ту су:
- Кућа чуда (Beit-al-Ajaib) на обали, из 1883. године - најпознатија занзибарска кућа и била је седиште странке АСП током револуције, а данас је део Свахили музеја
- Стара тврђава (Ngome Kongwe) из 17. века - надовезује се на Кућу чуда и била је оманска тврђава квадратног облика, а данас је културни центар с трговинама, радионицама и маленом ареном са свакодневним плесним и музичким представама
- Стара амбуланта (Ithnashiri Dispensaru) - најукрашенија зграда у граду с неокласичним штуко украсима, а у периоду 1887-1894. служила је као болница за сиромашне
- Султанова палата (Beit el-Sahle) из 19. века - данас музеј Занзибара
- Англиканска катедрала Христове Цркве - дело Едварда Стиреа, трећег бискупа Занзибара, а налази се испред највећег трга где се обављала трговина робовима. Данас је уз њу Музеј робовласништва и споменик робовима
- Католичка катедрала св. Јосипа - дело француских мисионара 1883.1897 године и има два масивна звоника
- Персијско купатило Хамамни - комплекс који су изградили архитекти из Шираза крајем 19. века, а затворен је 1920. године

Данас су ове грађевине главна туристичка атракција Танзаније и градска привреда увелико зависи од туризма.
- Кућа чуда
- Атријум куће чуда
- Панорама Каменог града са Куће чуда
- Стара амбуланта
- Тврђава Занзибар
- Султанова палата
- Англиканска катедрала
- Црква Светог Јосипа
- Традиционална дрвена врата
- Оманска и индијска дрвена врата